# Costa Walgreen

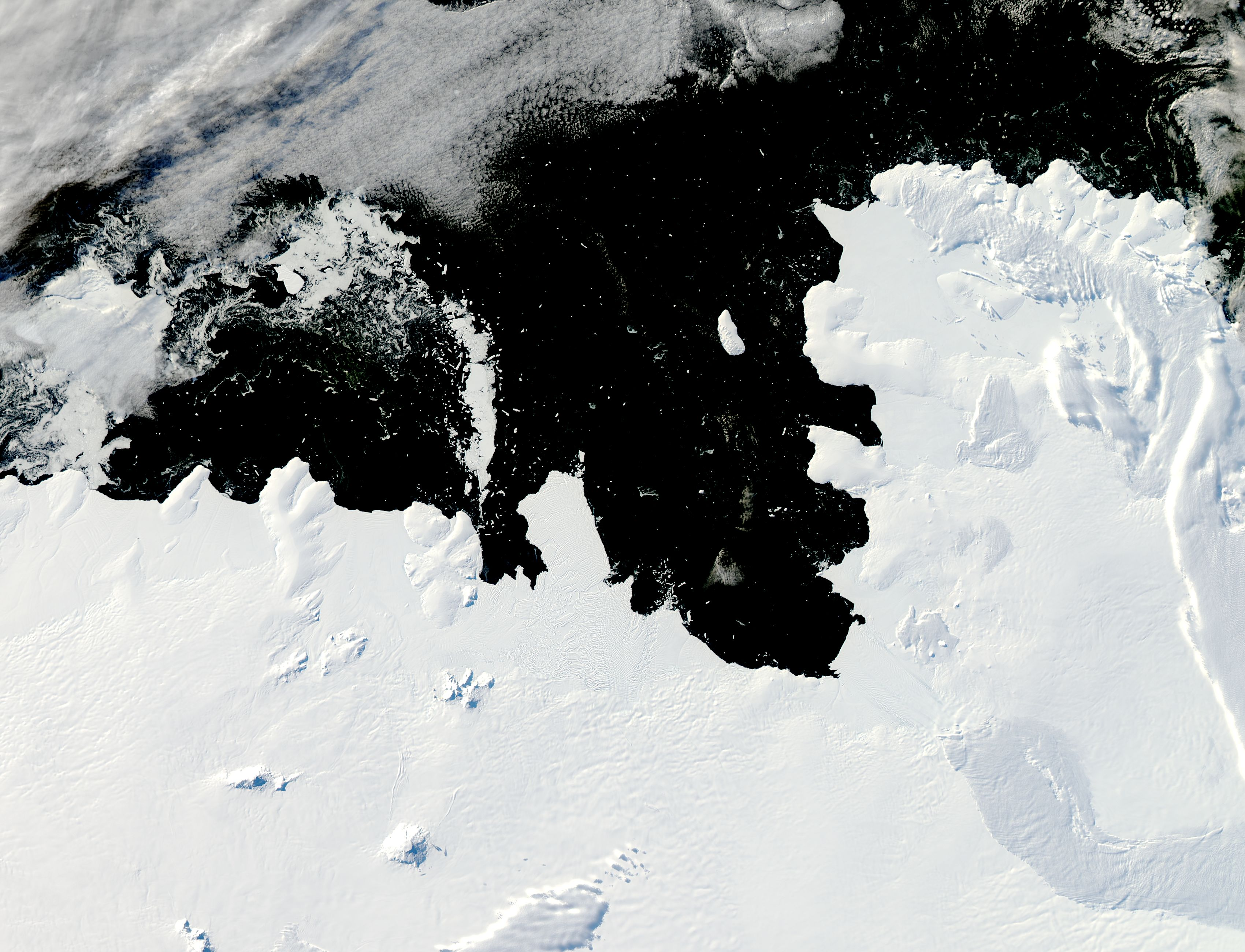
Imagen satelital de la costa Walgreen.

La costa Walgreen es la porción más oriental de la Tierra de Marie Byrd, sobre el mar de Amundsen en la Antártida. Se extiende entre el cabo Waite (72°42′S 103°03′O / -72.700, -103.050) en el extremo noroeste de la península King, que la separa de la costa Eights de la Tierra de Ellsworth, hasta el cabo Herlacher (73°45′S 114°12′O / -73.750, -114.200) en el extremo norte de la península Martin, que la separa de la costa Bakutis. El límite sur es el borde de la cuenca subglaciar Byrd.
La costa Walgreen fue descubierta por el almirante Richard E. Byrd y miembros del Servicio Antártico de los Estados Unidos (USAS) mediante vuelos que partieron desde el USS Bear en febrero de 1940.

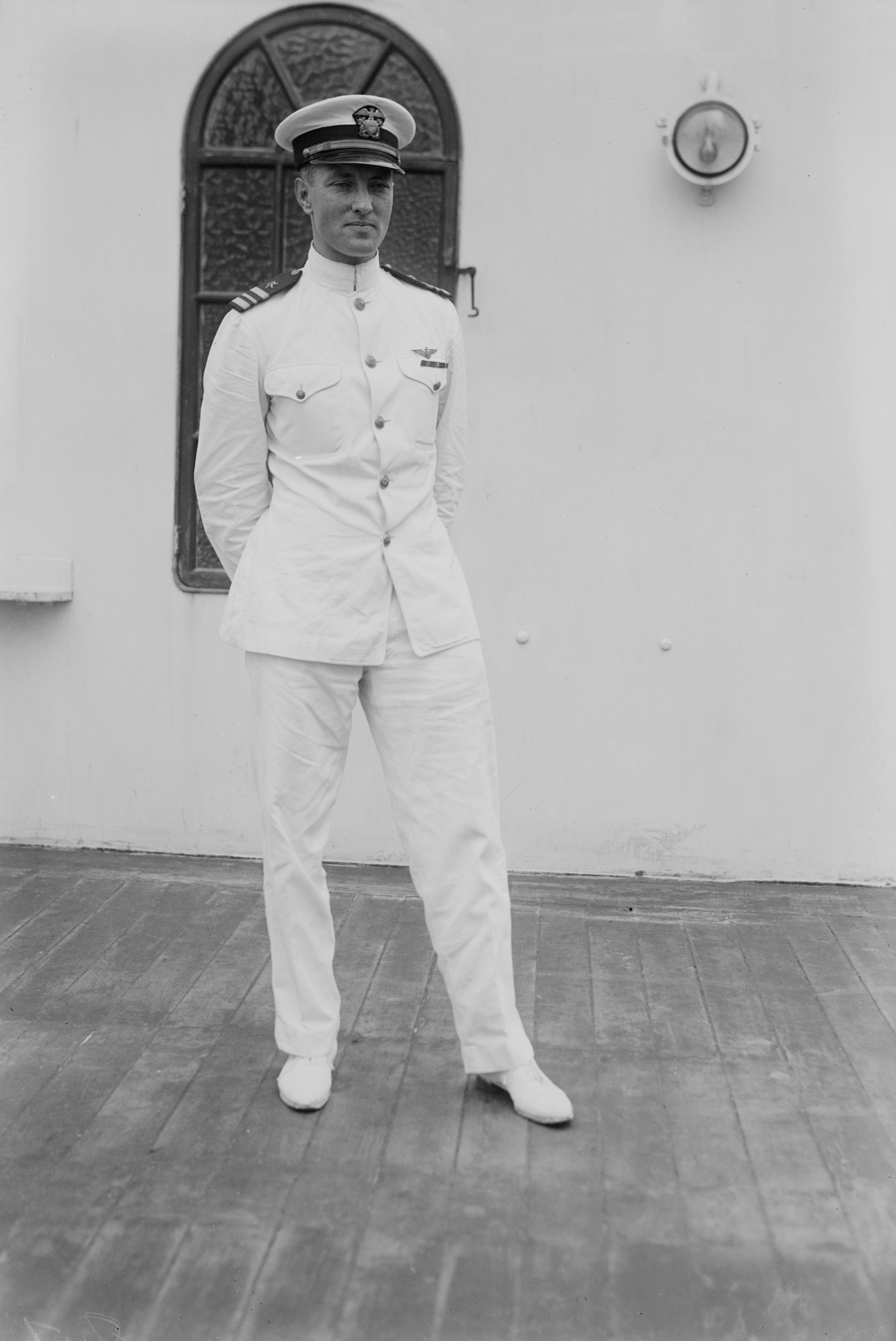
Richard E. Byrd, descubridor de la costa Walgreen.

El nombre de costa Walgreen le fue dado por Byrd en honor de Charles R. Walgreen, presidente de la compañía farmacéutica Walgreens Drug Co. de Chicago, quien esponsoreó la expedición antártica que Byrd realizó entre 1933 y 1935, y asistió con equipamientos al USS Bear para tareas antárticas del USAS entre 1939 y 1941. 
La costa fue cartografiada detalladamente por el Servicio Geológico de los Estados Unidos (USGS) directamente en el terreno y por fotografías aéreas de aviones de la Armada de los Estados Unidos entre 1959 y 1966.
El cabo Waite fue delineado por fotografías aéreas durante la Operación Highjump en diciembre de 1946, mientras que el cabo Herlache lo fue en enero de 1947. 
La costa Walgreen es terra nullius que no es reclamada por ningún país, y como el resto de la Antártida al sur del paralelo 60° S, se halla afectada por los términos del Tratado Antártico.